# Sacro GRA
Sacro GRA är en italiensk dokumentärfilm från 2013 i regi av Gianfranco Rosi. Filmen skildrar människorna som bor längs motorvägen Grande Raccordo Anulare (GRA), som bildar en ringled runt Rom. Titeln anspelar på "Sacro Graal", italienska för heliga graal. Filmen tog tre år att göra.
Filmen fick Guldlejonet vid filmfestivalen i Venedig 2013. Det var första gången någonsin som priset gick till en dokumentär, och första gången på 15 år som det gick till en italiensk film.